# K.v.v. Quick Boys
K.v.v. Quick Boys is een  Nederlandse voetbalvereniging uit Katwijk aan Zee, een dorpskern in de gemeente Katwijk dat in de provincie Zuid-Holland ligt. De club is opgericht op 1 februari 1920, sindsdien zijn de clubkleuren blauw-wit. Het standaardelftal speelt in de Tweede Divisie van het Nederlands amateurvoetbal (seizoen 2025/26).

## Geschiedenis

### 1920-1940
In 1920 werd de voetbalvereniging Quick in een haringloods aan de Zuidstraat opgericht. Het eerste grote wapenfeit werd tot stand gebracht in de Grote Medaillewedstrijd tegen SJC uit Noordwijk, met 4-1 werden de noorderburen aan de zegekar gebonden. Toen de club in 1921 wilde toetreden tot de Leidsche Voetbal Bond (LVB) ontstond er een probleem, aangezien er al een club bestond met dezelfde naam, waarna de naam Quick Boys wordt aangenomen. Op 18 juni 1921 werd de eerste wedstrijd van de club gespeeld op een veld dat aan de eisen voldoet: op de Noordwijkerweg bij de oude Roversbrug eindigde de wedstrijd tegen Wassenaar in een gelijkspel. Het jaar daarop ging het wat minder met de club. Er waren financiële problemen en in het voorjaar van 1923 werd de vereniging door de L.V.B. in zijn geheel geschorst wegens het niet nakomen van de verplichtingen. Na vorming van een nieuw bestuur en vrijwillige bijdragen uit de club kwam Quick Boys weer in rustiger vaarwater. Een goedkoper terrein aan de waterleiding werd gevonden en het seizoenen 1923-1924 werden zonder schokkende gebeurtenissen gespeeld. In 1924 slaagde Quick Boys erin de LVB beker te winnen na een 2-1 winst op LFC. Het seizoen 1925/1926 werd afgesloten met een kampioenschap. Daarna ving de KNVB-periode aan.Tot en met 1929 speelde Quick Boys de thuiswedstrijden op zondag, daarna werd de zaterdag de vaste wedstrijddag. Volgens het jaarverslag van de voetbalbond ging men over naar het zaterdagvoetbal om het aantal leden te kunnen uitbreiden, maar de werkelijke reden is dat het spelen op zondag (nog altijd) te veel problemen oplevert in de overwegend christelijke Katwijkse dorpsgemeenschap. Wederom vanwege financiële problemen zat de club in oktober 1929 aan de grond. Er werd opnieuw een nieuw bestuur aangesteld. Omdat er geen animo meer was voor voetbal op zondag, werd besloten voortaan op zaterdag te gaan voetballen. Er werd een nieuw terrein betrokken aan de Nieuwe Duinweg, waar ook eindelijk een kleedruimte werd gerealiseerd. Vanaf die tijd ging het steeds beter met de club. In 1930 werd het eerste kampioen in de eerste klasse, het tweede werd tweede en vanaf 1930 tot en met 1935 ging de strijd om het kampioenschap tussen Quick Boys en SV ARC. Quick Boys behaalde twee kampioenschappen, SV ARC drie. Bekende spelers in die tijd waren Arie van den Oever, Arie Remmelzwaal, Arend van der Plas en Gerrit Pluimgraaff. In 1938 werd het terrein aan de Nieuwe Duinweg verkocht door de gemeente. Er moest weer worden verhuisd, ditmaal naar de Vreugdeweg.

### 1940 – 1970
In 1939 volgde de mobilisatie. Vanwege het tekort aan spelers werden er noodcompetities gespeeld. In de oorlog werd gewoon doorgevoetbald, tot en met het seizoen 1943-1944. De bevrijding is nog maar net een feit of er wordt een Duitse officiershut 'gekaapt' op de nieuwe duinweg en op het Quick Boys-terrein geplaatst. Met man en macht wordt gewerkt om het veld speelklaar te krijgen. Op 6 juni 1945 wordt weer gevoetbald, tegen een elftal van Britse militairen van de Royal Air Force, die op vliegveld Valkenburg gestationeerd. In 1948 werd Quick Boys voor eerste keer kampioen in Derde klasse. Quick Boys werd daarna drie keer achter elkaar kampioen. In de Derde Klasse A West II in 1950-1951 winnend afgesloten door Quick Boys, speelt ook een club mee met de naam 'Sunlight' naar de gelijk namige zeepfabriek, uit deze club is later Deltasport voortgekomen. Belissingswedstrijden om deelname aan de nacompetitie om het landskampioenschap tegen SSS uit Klaaswaal, de kampioen van Derde Klasse B, worden allebei gewonnen (3-1 en 1-0). De nacompetitie om het landskampioenschap tussen Quick Boys, Sparta E. en SV Huizen worden door Huizenaren op hun condo geschreven. Quick Boys neemt in die tijd ook al veel supporters mee in de strijd om het landskampioenschap in het seizoen 1949-1950 eindigen Quick Boys en Huizen gelijk. Naar de belissingswedstrijd in Hillegom (terrein SIZO) reizen liefst 12 bussen met supporters mee. Voor 6000 toeschouwers verliest Quick Boys met 2-1 van Huizen. In 1952 won het team de KNVB Beker in het zaterdagvoetbal. Bas Wallaart werd met zijn Eerste elftal drie keer kampioen van Derde klasse (1953, 1955, 1956), drie keer kampioen van Tweede klasse (1958, 1960, 1962), vier keer Algemeen zaterdagkampioen (1953, 1958, 1960, 1962) en Zaterdagbeker (1952). In 1955 werd het huidige Sportpark “Nieuw Zuid” geopend. In 1960 werden de eerste plannen voor de bouw van een clubhuis gemaakt. De eerste tekening van Arie Dubbelaar werd door de gemeente afgekeurd, maar gemeenteambtenaar Meyvogel maakte belangeloos een nieuwe tekening voor het clubhuis, een recreatiezaal en een sporthal. De plannen werden op 29 januari voorgelegd aan en goedgekeurd door de ledenvergadering. In 1965 kwam de vaart erin. De definitieve bouwtekening werd door de gemeente goedgekeurd en op 28 mei 1965 werd begonnen met de bouw. De feestelijke opening vond plaats op 16 juni 1967. Daaf Westhoven werd kampioen met zijn eerste elftal in Tweede klasse 1969.
De A-junioren hebben altijd bijzonder goed gepresteerd. In 1961 werd de A-jeugd kampioen van de afdeling Leiden, waarna in een regionale competitie werd gespeeld tegen clubs als Feyenoord, Sparta, ADO en SVV.

### 1970 – 1990
In 1974 werden plannen gemaakt voor een bar in het clubhuis en de eerste reclameborden werden rond het hoofdveld geplaatst. De promotie van Rijnsburgse Boys in het seizoen 1979-1980 gaf het voetbal in de Bollenstreek een nieuwe dimensie. Het eerste duel tussen beide rivalen werd door 5000 toeschouwers bekeken, Quick Boys won met 1-0 door een doelpunt van Kees van Rooijen. Voordat het eerste in 1991 en 1992 kampioen werd had Quick Boys de naam van de eeuwige tweede in de eerste klasse. Quick Boys werd ook achtmaal tweede in competitie.
In het seizoen 1980-1981 had Quick Boys de kans om het kampioenschap te behalen tegen Noordwijk. Quick Boys verloor door toedoen van een ontketende Ruud Bröring met 0-5 en werd weer tweede. In het seizoen 1982-1983 viel weer bij Noordwijk de beslissing. Noordwijk won met 3-2 en Quick Boys moest voor de vijfde maal genoegen nemen met een tweede plek.Op 23 februari 1985 speelde het Nederlands elftal een oefenwedstrijd tegen Quick Boys in Katwijk. Deze wedstrijd werd gespeeld ter voorbereiding op de komende interland tegen Cyprus. Quick Boys verloor deze wedstrijd met 1-3. 
In 1985-1986 werd de strijd aangegaan met IJsselmeervogels. Op 3 mei 1986 stonden beide clubs tegenover elkaar aan de rand van het IJsselmeer. Bij rust stonden de Rooien met 2-0 voor en leken op rozen te zitten, maar een opleving van Quick Boys zorgde voor een sensationele ontknoping. Doelpunten van Hans van der Plas, Freek Rienks, Marco van der Plas en een eigen doelpunt van IJsselmeervogels bezorgden de blauwwitten alsnog de overwinning. Beide teams stonden met nog drie wedstrijden voor de boeg op gelijke hoogte. Twee gelijke spelen tegen Marken (4-4) en Nunspeet (1-1) en een nederlaag tegen Rijnsburgse Boys (1-3) zorgden voor de zesde maal voor een tweede plaats. In het seizoen 1986-1987 werd samen met NSVV een heroïsche strijd geleverd om de titel. Quick Boys haalde een record aantal winstpunten van 41. NSVV haalde echter één punt meer! Het seizoen 1987-1988 werd een kopie van zoveel andere jaargangen. Op 14 mei 1988 vertrok IJsselmeervogels na een 2-5 overwinning met het kampioenschap van Nieuw Zuid. In 1982 werden de kleedkamers uitgebreid en gerenoveerd. In 1984 werd het hoofdveld regelmatig afgekeurd omdat de LDM te veel water in het duinreservaat pompt. In 1982 werden alle kleedkamers betegeld, onder leiding van Piet Barnhoorn. In 1986 werd de eretribune gerenoveerd door plaatsing van honderdvijftig blauwe en witte stoeltjes.
Het hoofdveld werd in 1987 gerenoveerd en was een half jaar onbespeelbaar. Op 1 juli 1989 werd een begin gemaakt met de bouw van het Jeugdhonk en werd een deel van de kantine gerenoveerd.

### 1990 – 2000
In 1990 werd een nieuwe start gemaakt. Spelers van buitenaf werden aangetrokken, iets waartegen eerder altijd veel weerstand was vanuit de vereniging. De nieuw aangetrokken trainer, Nick Stienstra, kwam tijdens de vliegramp in Suriname om het leven, Melbi Raboen werd zijn vervanger. De eerste seizoenshelft werd met slechts één nederlaag afgesloten. Een desastreus paasweekeinde (1-0 verlies tegen Roda Boys en Marken) gooide echter roet in het eten, Rijnsburgse Boys werd kampioen en voor de achtste maal werd Quick Boys tweede. In het seizoen 1990-1991 werd de stijgende lijn echter voortgezet. Quick Boys werd in een legendarische thuiswedstrijd tegen SV Urk kampioen van de eerste klasse. Ook de zaterdagtitel werd veroverd. Tijdens de strijd om de algehele amateurtitel bleek De Treffers uit Groesbeek echter een maatje te groot. Het seizoen daarop veroverde Quick Boys opnieuw de titel. Het seizoen daarop veroverde Quick Boys opnieuw de titel. De kampioenscompetitie voor de zaterdagamateurs werd ook winnend afgesloten en op zaterdag 20 juni 1992 werd in en tegen VV Rheden de algehele amateurtitel behaald. In het seizoen 1992-1993 moest Quick Boys lijdzaam toezien hoe VV Katwijk op de laatste speeldag het kampioenschap in de wacht sleepte. De blauwwitten speelden op eigen veld gelijk tegen ARC (2-2), terwijl VV Katwijk wél de overwinning boekten bij Rijnsburgse Boys. In 1993 won Quick Boys 2 de algehele landskampioenschap voor reserveteams.
De daarop volgende twee seizoenen eindigde Quick Boys in de top drie, maar vanaf het seizoen 1995-1996 kwamen de blauwwitten in een neerwaartse spiraal terecht. Zowel Henk Wisman als Cees Tempelaar kende als trainer op “Nieuw Zuid” weinig successen. Cees Tempelaar liet Dirk Kuijt debuteren in het eerste elftal. Kuijt speelde slechts enkele wedstrijden in het eerste elftal (en won ze allemaal), voordat FC Utrecht hem uitnodigde voor een proefwedstrijd. Samen met Hendrik van Beelen koos Kuijt voor het avontuur bij de club uit de Domstad. Hierna kwam Dirk via Feyenoord en Liverpool bij Fenerbahce en heeft hij ruim honderd Interlands gespeeld.

### 2000 – 2010
Toen in 2001 trainer Ruud de Groot werd ontslagen door de kersverse voorzitter Jaap Kuijt ging het roer om bij de blauwwitten. Hans van der Plas neemt na 378 competitiewedstrijden met 70 doelpunten in 17 seizoenen op 36-jarige leeftijd definitief afscheid van het eerste elftal. Het duo Gert Aandewiel en Arjen van der Werf nam het stokje met ingang van het seizoen 2001-2002 over en het technische beleid werd weer gevoerd door personen met een Quick Boys-achtergrond. Met aankopen als Maarten Bak en Remco Torken en de terugkeer van Hendrik van Beelen ontpopte Quick Boys zich als een van de grootste kanshebbers op de titel. Uiteindelijk werd op 12 april 2003 het kampioenschap van de Hoofdklasse A in de wacht gesleept na een geweldige 0-4 overwinning bij Excelsior Maassluis dankzij doelpunten van Jan Schaap, Maarten Bak, Brian Mussche en Mathijs van der Plas. De eerste wedstrijd van de nacompetitie om het zaterdagkampioenschap op 24 mei 2003. Quick Boys moest spelen tegen Harkemase Boys en wint met 1-3. Wat een sportieve strijd had moeten zijn, eindigt echter in ernstige ongeregeldheden. Na afloop van de wedstrijd stormen supporters het veld op. Hoewel de aanhang van beide clubs aanvankelijk nog gescheiden wordt gehouden door stewards, escaleert de situatie snel. Ongeveer honderd supporters van Quick Boys raken in gevecht met de Friese fans.De KNVB treedt streng op. Beide clubs krijgen een boete van 4.000 euro opgelegd. Daarnaast moet Harkemase Boys één thuiswedstrijd zonder publiek spelen als disciplinaire maatregel. 
Een jaar later was het opnieuw feest op “Nieuw Zuid”. Op 24 april 2004 mocht de kampioensvlag wederom in top na de 0-1 overwinning bij ASWH. Marnix van der Gun was met een rake kopbal de matchwinner. In de nacompetitie rekende Quick Boys onder leiding van Dennis den Turk af met VV DOVO en SC Genemuiden. Quick Boys met 3 - 1 terug naar Katwijk Na een bloedstollende tweestrijd met HSC '21 werden de blauwwitten uiteindelijk gekroond tot de beste amateurploeg van dat seizoen (3-3 en 2-4). In het seizoen 2003/04 behaalde Quick Boys voor de laatste keer het algeheel amateurkampioenschap bij de mannen. In twee wedstrijden tegen HSC ‘21 uit Haaksbergen werd de titel behaald. De thuiswedstrijd eindigde voor 6500 toeschouwers in een 3-3 gelijkspel. Tijdens de return, die werd bijgewoond door zo’n 2000 supporters, trok Quick Boys aan het langste eind door na verlenging met 2-4 te winnen.
Op 2 maart 2005 is incident gebeurd, Quick Boys moest spelen tegen VV Capelle. Tijdens de wedstrijd, op een vol Nieuw Zuid, worden door enkele toeschouwers gepakt bananen op het veld gegooid richting de scheidsrechter, verwijzend naar zijn huidskleur. Dit heeft zo'n impact op de jonge scheidsrechter dat hij zich niet meer in staat voelt om de wedstrijd tot een goede einde te brengen. Hij besluit de wedstrijd eerst tijdelijk te staken en vervolgens niet meer te laten uitspelen.  Op dinsdag 31 mei 2005 speelde het Nederlands elftal een oefenwedstrijd tegen Quick Boys in Katwijk. Deze wedstrijd werd gespeeld ter voorbereiding op de komende interlands of toernooien. Robin van Persie was de absolute uitblinker van de avond, Hij had drie doelpunten gescoord. Quick Boys verloor deze wedstrijd met 0-7.
In juni 2006 werd een begin gemaakt met de sloop van de oude tribune. Hiervoor in de plaats kwam een prachtige nieuwe tribune met 1650 zitplaatsen, en met broodnodige ruimte voor 28 kleedkamers, een nieuwe bestuurskamer, nieuwe kantoorruimtes en een nieuw sponsorhome, aangezien de club, die inmiddels meer dan 2300 leden telt, behoorlijk uit zijn jasje was gegroeid. De oude kleedkamers tussen veld 3 en 4 werden afgebroken. De onoverdekte tribunes werden in zijn geheel door vrijwilligers afgebroken en opnieuw opgebouwd aan de noordzijde van het eerste veld. 
Op 3 februari 2007 vond een ernstig incident plaats na afloop van de voetbalwedstrijd tussen Quick Boys en IJsselmeervogels. Ongeveer vijftig supporters van Quick Boys drongen een sporthal binnen naast het voetbalveld, waar een feest van de Spakenburgse aanhang gaande was. In de hal, waar ook kinderen aanwezig waren, escaleerde de situatie snel. Tientallen supporters raakten met elkaar in gevecht. Supporters uit Katwijk vernielden met stalen pijpen ramen en meubilair. Er vielen meerdere gewonden. De volgende dag zaten nog negen verdachten vast, in de leeftijd van 19 tot 32 jaar. Allen waren afkomstig uit Katwijk. Na afloop van de wedstrijd SV Spakenburg – Quick Boys op 24 maart 2007 zijn ernstige rellen uitgebroken. De confrontatie vond plaats in Spakenburg, waar Quick Boys op bezoek kwam voor een uitwedstrijd. Supporters van beide clubs raakten met elkaar slaags. Er werden over en weer klappen uitgedeeld, waarop stewards en de politie, waaronder bereden eenheden, moesten ingrijpen. Ook politiehonden werden ingezet om de situatie onder controle te krijgen. Enkele relschoppers zijn met een bus afgevoerd. Een 30-jarige man uit Bunschoten-Spakenburg is aangehouden op verdenking van het slaan van een supporter van Quick Boys. Eerder dat jaar, begin februari 2007, braken ook al rellen uit bij SV Spakenburg na een wedstrijd tegen IJsselmeervogels.
De afgelopen seizoenen werden geen kampioenschappen behaald. Na het vertrek van succestrainer Gert Aandewiel naar het betaalde voetbal eindigden de blauwwitten enkele keren als tweede en derde. In het seizoen 2007-2008 verkreeg Quick Boys landelijke bekendheid door zich te plaatsen voor de kwartfinales van het KNVB Bekertoernooi nadat de strafschoppenserie tegen Jong SC Heerenveen winnend werd afgesloten. Op een volgepakt sportpark “Nieuw Zuid” en onder het toeziend oog van vele Nederlanders – de wedstrijd werd live uitgezonden op televisie – ging Quick Boys strijdend en eervol ten onder tegen de profs van NAC Breda (0-3).

### 2010 – 2020
Vanaf seizoen 2010/11 zou Quick Boys niet meer op het hoogste amateurniveau uitkomen, de club kwalificeerde zich in dat seizoen niet voor de nieuw opgerichte Topklasse. De jaren erna zat het Quick Boys niet mee. Quick Boys was op doelsaldo in 2011/2012 als eerste geëindigd in de reguliere ranglijst. De KNVB hanteerde echter de regel dat doelsaldo pas doorslaggevend is na een beslissingswedstrijd met verlenging. Deze werd in de verlenging met 0-1 verloren tegen Noordwijk. In de twee nacompetities waar Quick Boys in de seizoenen erna deelnam, werd het telkens met vier punten (twee wedstrijden, drie teams per poule) op doelsaldo uitgeschakeld. Op 12 november 2012 won Quick Boys MVO Award 2012.
Op zaterdag 10 december 2016 is de voetbalwedstrijd tussen IJsselmeervogels en Quick Boys tijdelijk stilgelegd vanwege ongeregeldheden veroorzaakt door een groep meegereisde supporters van de club uit Katwijk. Tijdens het duel gooiden zij vuurwerk en rookpotten op het veld, waardoor het zicht in het stadion in Spakenburg ernstig werd belemmerd. De dikke rookwolken leidden ertoe dat de wedstrijd voor langere tijd werd onderbroken. De schade door het vuurwerk was aanzienlijk. Op het kunstgrasveld van IJsselmeervogels waren grote zwarte vlekken te zien. Naast het afsteken van vuurwerk ontstonden er ook vechtpartijen onder de supporters zelf. Het kunstgrasveld van IJsselmeervogels liep aanzienlijke schade op door het vuurwerk; op meerdere plaatsen waren grote zwarte brandplekken zichtbaar. IJsselmeervogels stuurde Quick Boys een rekening van 17.500 euro voor de schade aan het veld.  
Toen Quick Boys dan eindelijk de titel pakte in de hoofdklasse in 2016 , werden de topklasse zaterdag en zondag omgevormd naar één tweede divisie, waardoor Quick Boys slechts promoveerde naar de nieuw gevormde derde divisie zaterdag. Wegens tegenvallende resultaten werd Zoutman op 12 december 2017 ontslagen, Laurens Mouter vervangt hem tijdelijk. In 2019 lukte het de grootmacht om terug te keren op het allerhoogste niveau. Men verwierf in het seizoen 2018/19 een ticket voor de nacompetitie. In de eerste ronde werd over twee wedstrijden SV OSS '20 verslagen  , in de finale werd er twee keer tegen VVSB gelijkgespeeld, maar in de tweede helft van de verlenging kwam Quick Boys op een 1-0-voorsprong die men niet meer uit handen zou geven.  Inmiddels speelt de club alweer enkele jaren tweede divisie. Erik Assink vertrok na deze seizoen bij Quick Boys.

### 2020 – heden
De jeugdopleiding van Quick Boys behoort van oudsher tot de voetbaltop. De beste jeugd speelt geregeld tegen BVO's in de divisies. Het in 2020 opgerichte O21-elftal speelt met enkele profclubs mee in Divisie 4. In maart 2020 werd de jeugdopleiding van Quick Boys door de KNVB gecertificeerd, waarin het de officiële status kreeg voor Regionale Opleiding.
Quick Boys verwierf landelijke bekendheid in haar campagnes in de KNVB Beker. Na een ernstig incident op 19 april 2022 tijdens de voetbalwedstrijd tussen Rijnsburgse Boys en Quick Boys, waarbij supporters brandende fakkels naar elkaar gooiden en ongeveer tien kinderen gewond raakten, hebben de drie Katwijkse voetbalclubs (VV Katwijk, Quick Boys en Rijnsburgse Boys) samen met de gemeente Katwijk een ingrijpende maatregel genomen. Vanaf heden zijn er de komende twee seizoenen geen uitsupporters meer welkom bij de onderlinge wedstrijden tussen de drie clubs. Deze beslissing werd op donderdagochtend bekendgemaakt in een gezamenlijk bericht. De maatregel geldt ook voor de aankomende derby tussen VV Katwijk en Quick Boys. De maatregel is bedoeld om de veiligheid van supporters, spelers en omstanders te waarborgen en herhaling van gewelddadige incidenten te voorkomen.  
In het seizoen 2023/2024 wist het team van Thomas datzelfde NAC Breda, dit keer uitkomend in de Eerste divisie, wel uit te schakelen, het werd 1-0. Na deze stunt werd ook De Graafschap in eigen huis verslagen met 2-0. In een bloedstollende achtste finale was AZ de tegenstander. Ruim 2.200 supporters waren Quick Boys achterna gereisd. Dit bleek niet voor niets. Nadat Quick Boys in de laatste minuut een verlenging af wist te dwingen, moesten er strafschoppen aan te pas komen om de amateurs uit te schakelen.
Het seizoen erna ging het zowaar nog beter. Quick Boys schakelde in het seizoen 2024/25 liefst drie eredivisieclubs uit op eigen veld. Dit is tot nog toe geen andere amateurclub gelukt in een seizoen. Achtereenvolgens werden Almere City FC (3-0) , Fortuna Sittard (3-1) en sc Heerenveen (3-2 na verlenging) uitgeschakeld. Tijdens laatstgenoemde wedstrijd op donderdagavond 16 januari 2025 in Katwijk vond nog een vuurwerkongeval plaats.  De reputatie van Quick Boys, binnen en buiten het veld, zorgden ervoor dat de laatste twee wedstrijden in een uitverkocht Nieuw Zuid plaatsvonden, wat betekent dat er 8.000 toeschouwers het team geschiedenis zagen schrijven. Quick Boys haalde net als in 2008 de kwartfinale en lootte wederom een uitwedstrijd tegen AZ. Dit keer liet AZ 750 supporters deze wedstrijd bijwonen. Quick Boys kon de 1-0 achterstand nog te boven komen maar moest uiteindelijk het hoofd buigen voor een beter AZ (3-1). Vanwege die bijzondere serie tegen drie eredivisieclubs is Quick Boys door de KNVB benoemd tot ’Koning van de Amateurs’. ,,De Katwijkse stuntploeg heeft zich dit seizoen bewezen als een ware cupfighter en verdient de titel als beste amateurteam in dit bekertoernooi als geen ander’’, schrijft de KNVB.
Op vrijdagavond 9 mei 2025 speelde Quick Boys tegen Jong Sparta Rotterdam in een cruciale wedstrijd voor het kampioenschap van de Tweede Divisie. De wedstrijd werd vervroegd naar deze datum vanwege de KNVB Beker-finale voor vrouwen op zaterdag 10 mei 2025 op Het Kasteel. Sparta maximeerde het totaal aantal toeschouwers vanuit Quick Boys op 2.000. De massale uittocht werd mede mogelijk gemaakt door de inzet van 30 bussen. Quick Boys won met 1-4, waardoor de club met nog twee speelronden te gaan een voorsprong van zeven punten had op rivaal Rijnsburgse Boys. Daarmee werd het voor het eerst sinds 2004 weer de beste bij de amateurs. Thomas Duivenvoorden vertrok na deze seizoen bij Quick Boys. Adrie Poldervaart vervangt hem.

## Sportpark Nieuw Zuid

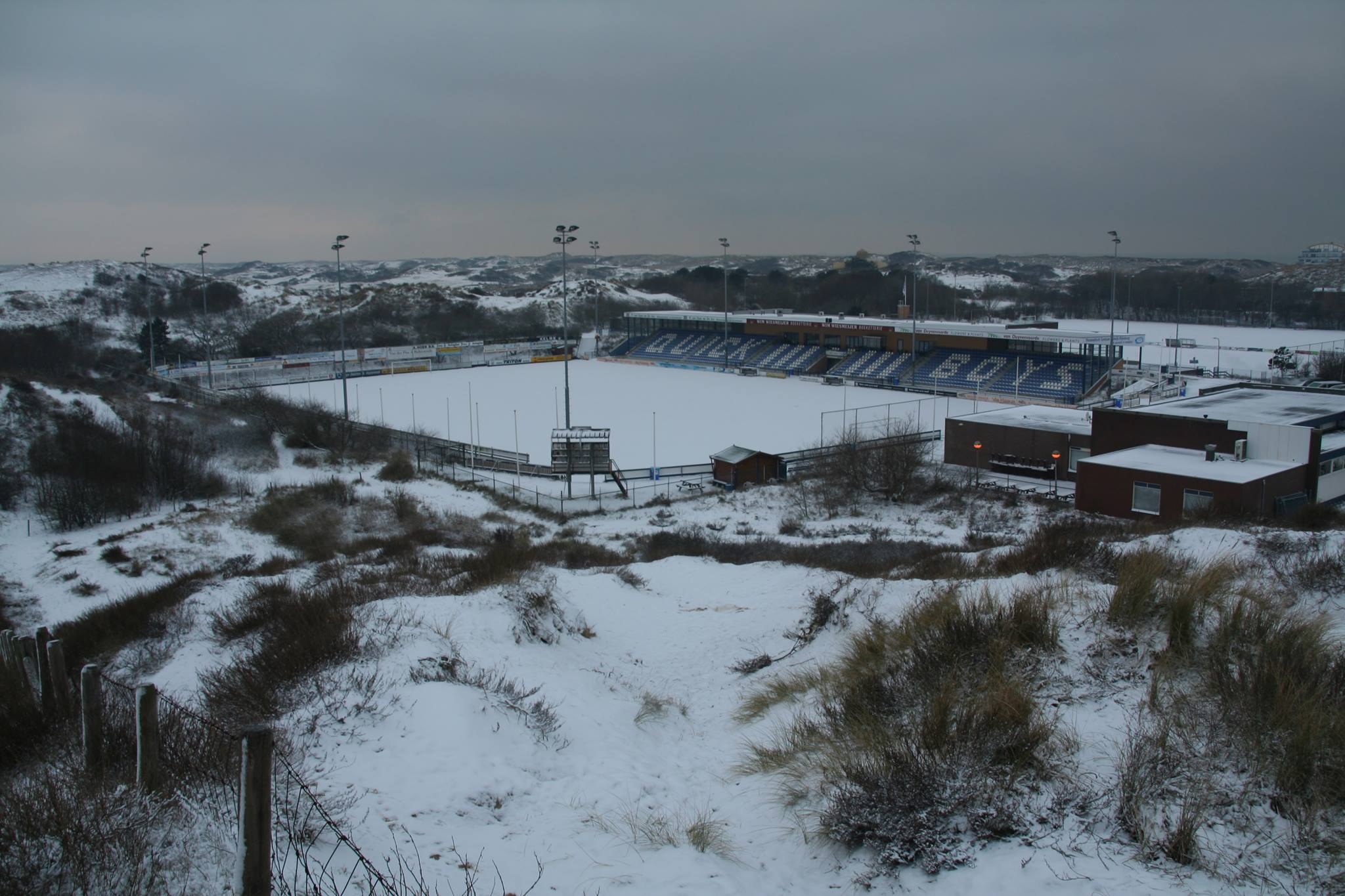
Sportpark Nieuw Zuid in de sneeuw

Na eerder op verschillende locaties in Katwijk te hebben gespeeld, is vanaf 1955 Sportpark Nieuw Zuid de thuisbasis van Quick Boys. Opvallend is het hoofdveld dat uitkijkt op de duinen. Het complex bevat vijf kunstgrasvelden en een hoofdveld met echt gras. De hoofdtribune bevat ruim 1600 zitplaatsen.
Het Nederlands Elftal trainde jarenlang op sportpark Nieuw Zuid. Tijdens de sloop van de oude tribune en de bouw van de nieuwe tribune (juni 2006 – april 2007) maakte Oranje een uitstapje naar het naburige veld van Rijnsburgse Boys, begin 2018 heeft de KNVB besloten geen gebruik meer te maken van Sportpark Nieuw Zuid en is er een einde gekomen aan een jaren lange samenwerking.
Inmiddels beschikt Quick Boys over een modern en ruim opgezette accommodatie. De hoofdtribune draagt de naam van Dirk Kuijt, die 104 wedstrijden op zijn naam heeft staan bij het Nederlands Elftal. Hij begon op vijfjarige leeftijd als jeugdspeler bij Quick Boys, maar vertrok op zijn achttiende naar FC Utrecht.

## Clublied
Het officiële clublied van K.v.v. Quick Boys:
Waar het groene veld ons wacht, waar supporters staan…

Vangen met vereende kracht wij de wedstrijd aan…

Eensgezind en altijd fit, strijden hand in hand…

't Is voor ons Blauw en Wit, hup Quick Boys houdt stand. (2x).

Waar bij voor- en tegenspoed, Quick Boys blijft bestaan…

Zullen wij met volle moed, altijd voorwaarts gaan…

Blijven altijd onvervaard, vechten om de bal…

Dat is ons vaandel waard, Quick Boys bovenal (2x)

Waar het groene veld ons wacht, waar supporters staan…

Vangen met vereende kracht wij de wedstrijd aan…

Eensgezind en altijd fit, strijden hand in hand…

't Is voor ons Blauw en Wit, hup Quick Boys houdt stand. (2x).

### kampioensversie Blikkendag
Het kampioensfeest krijgt een extra muzikale lading: Likke Pêhp, bekend van de Volendamse kermishit Blikkendag, heeft speciaal voor Quick Boys een unieke kampioensversie gemaakt op 10 mei 2025.
We hebben moeten wachten, een hele lange tijd
het zonnetje gaat schijnen, op ons mooi nieuw zuid.
M'n hartslag gaat naar 1000, ik krijg weer dat gevoel.
Dit moet je echt mee maken kijk wat ik bedoel.
Bekijk m'n telefoon de appjes gaan weer rond, Quick Boys is
kampioen dat is toch niet gezond.
We gaan het weer beleven, de bussen in de rij
sjaaltje om je nek, iedereen is er weer bij..
Want dan gaan wij voor blauw, Hey Quickboys wat zijn wij 
trots op jou.
Tis vandaag Blikkendag
We weten dat het bier zal stromen, en alles mag.
We gaan dan evengoed maar weer overstag.
Jaaaaa
Quickboys is kampioen, we zijn weer nummer één hier kan je 
niets meer aan doen
Ik ga niet naar de krom nee voor geen miljoen!
Die fanatieke groep van jong tot aan oud..
Met thomas kon er echt niets meer fout..
En de dag van morgen, komt steeds dichterbij
Ik bel gelijk m'n baas op, ik wil morgen vrij.
De sfeer is hier geweldig, wat wil je nou nog meer, volume
staat op 100, ja alles gaat tekeer.
Want dan gaan wij voor blauw, Hey Quickboys wat zijn wij trots op jou.
Tis vandaag Blikkendag
We weten dat het bier zal stromen, en alles mag.
We gaan dan evengoed maar weer overstag.
Jaaaaa
Quickboys is kampioen, we zijn weer nummer één hier kan je 
niets meer aan doen
Ik ga niet naar de krom nee voor geen miljoen!
Die fanatieke groep van jong tot aan oud..
Met thomas kon er echt niets meer fout..
Ik ga weer naar de club
tribunes staan weer vol
van de club met blauw en wit, worden we weer dol.
Dit is toch geweldig, hier moet je zijn geweest. We maken het
gezellig we bouwen hier een feest
Want dan gaan wij weer voor blauw, Hey Quickboys wat zijn
wij trots op jou

## Selectie en technische staf 2025/2026

### Selectie
| Keepers       |                    |                      |            |    |                    |      |
| 22            | Vlag van Nederland | Bram Oskam           | 22-10-2005 | 3e | VV Bergambacht     | 2026 |
| 1             | Vlag van Nederland | Lars Jansen          | 10-02-1998 | 2e | VV Noordwijk       | 2027 |
| 23            | Vlag van Nederland | Quinten van der Helm | ?          | 1e | SV Honselersdijk   | 2026 |
| Verdedigers   |                    |                      |            |    |                    |      |
| 5             | Vlag van Nederland | Toer Bouwman         | 02-06-1999 | 2e | VV Noordwijk       | 2026 |
| 4             | Vlag van Nederland | Luka Prljić          | 06-09-2000 | 2e | ACV                | 2026 |
| 3             | Vlag van Nederland | Sem Kroon            | 05-01-1996 | 1e | ADO '20            | 2026 |
| 2             | Vlag van Nederland | Joël van Kaam        | 08-03-2002 | 1e | ACV Assen          | 2026 |
| 25            | Vlag van Nederland | Ronald Boakye        | 12-01-2004 | 1e | ADO Den Haag       | 2026 |
| 30            | Vlag van Nederland | Tom Noordhoff        | 19-07-1995 | 1e | SV Spakenburg      | 2026 |
| 24            | Vlag van Nederland | Remi Akanni          | 22-11-2004 | 1e | Willem II (jeugd)  | 2026 |
| Middenvelders |                    |                      |            |    |                    |      |
| 10            | Vlag van Nederland | Levi van Duijn       | 10-07-2002 | 5e | Eigen jeugd        | 2026 |
| 8             | Vlag van Nederland | Jesse Reinders       | 23-08-2002 | 3e | ADO den Haag       | 2026 |
| 7             | Vlag van Nederland | Nick Broekhuizen     | 17-10-2001 | 3e | ADO Den Haag       | 2027 |
| 16            | Vlag van Nederland | Anwar Bensabouh      | 21-01-1999 | 2e | Clubloos           | 2026 |
| 28            | Vlag van Nederland | Jouke Vlieland       | 14-02-2003 | 2e | Eigen jeugd        | 2026 |
| 20            | Vlag van Nederland | Frank van den Bosch  | 06-11-2002 | 1e | Sportlust '46      | 2026 |
| 14            | Vlag van Nederland | Rano Burger          | 21-06-2000 | 1e | Koninklijke HFC    | 2026 |
| 15            | Vlag van Nederland | Xander van den Berg  | 26-09-2004 | 1e | Koninklijke HFC    | 2026 |
| 18            | Vlag van Nederland | Riley Reemnet        | 14-09-2001 | 1e | VV Noordwijk       | 2026 |
| Aanvallers    |                    |                      |            |    |                    |      |
| 6             | Vlag van Nederland | Leonard de Beste     | 13-10-1998 | 4e | FC Rijnvogels      | 2026 |
| 11            | Vlag van Nederland | Lukas Hamann         | 22-02-2003 | 2e | VV Nieuwenhoorn    | 2026 |
| 27            | Vlag van Nederland | Hadi Erol            | 14-02-2005 | 2e | Eigen jeugd        | 2026 |
| 9             | Vlag van Nederland | Tren Drexhage        | 06-04-2000 | 1e | BVV Barendrecht    | 2026 |
| 17            | Vlag van Nederland | Arantis Roep         | 01-06-2001 | 1e | VV Noordwijk       | 2026 |
| 21            | Vlag van Nederland | Sem van Oosten       | 03-07-2002 | 1e | FC Rijnvogels      | 2026 |
| 26            | Vlag van Nederland | Jaedan Gaari         | 20-04-2004 | 1e | Jong SC Heerenveen | 2026 |
| 19            | Vlag van Nederland | David Garden         | 20-06-2004 | 1e | FC Eindhoven       | 2026 |

 = Aanvoerder

### Technische staf
| Naam               | Functie                |
| ------------------ | ---------------------- |
| Adrie Poldervaart  | Trainer/coach          |
| Stephan Vos        | Assistent-trainer      |
| Laurens Smit       | Assistent-trainer      |
| Gianni Kamperveen  | Keeperstrainer         |
| Dick van Rijn      | Video- en data-analist |
| Koen Berkheij      | Wedstrijdanalist       |
| Jan de Jager       | Verzorger              |
| Peter van Duijn    | Fysiotherapeut         |
| Dirk de Reus       | Teammanager            |
| Stefan van Rijn    | Assistent teammanager  |
| Jan Cees van Duijn | Materiaal verzorger    |
| Theo Bleiji        | Materiaal manager      |

Aangetrokken spelers/staf
| Naam                             | Nationaliteit | Vorige club        | Periode     |
| -------------------------------- | ------------- | ------------------ | ----------- |
| Jouke Vlieland                   | Nederland     | Eigen jeugd        | Winter 2024 |
| Tom Noordhoff                    | Nederland     | SV Spakenburg      | Zomer 2025  |
| Tren Drexhage                    | Nederland     | BVV Barendrecht    | Zomer 2025  |
| Sem Kroon                        | Nederland     | ADO '20            | Zomer 2025  |
| Arantis Roep                     | Nederland     | VV Noordwijk       | Zomer 2025  |
| Joël van Kaam                    | Nederland     | ACV Assen          | Zomer 2025  |
| Adrie Poldervaart (trainer)      | Nederland     | Fortuna Sittard    | Zomer 2025  |
| Ronald Boakye                    | Nederland     | ADO Den Haag       | Zomer 2025  |
| Jan de Jager (verzorger)         | Nederland     | Onbekend           | Zomer 2025  |
| Frank van den Bosch              | Nederland     | Sportlust '46      | Zomer 2025  |
| Quinten van der Helm             | Nederland     | SV Honselersdijk   | Zomer 2025  |
| Rano Burger                      | Nederland     | Koninklijke HFC    | Zomer 2025  |
| Sem van Oosten                   | Nederland     | FC Rijnvogels      | Zomer 2025  |
| Stephan Vos (assistent-trainer)  | Nederland     | ADO Den Haag V     | Zomer 2025  |
| Xander van den Berg              | Nederland     | Koninklijke HFC    | Zomer 2025  |
| Laurens Smit (assistent-trainer) | Nederland     | RVV Blijdorp       | Zomer 2025  |
| Jaedan Gaari                     | Nederland     | Jong SC Heerenveen | Zomer 2025  |
| Riley Reemnet                    | Nederland     | VV Noordwijk       | Zomer 2025  |
| Koen Berkheij (video-analist)    | Nederland     | SBV Vitesse        | Zomer 2025  |
| Remi Akanni                      | Nederland     | Willem II (jeugd)  | Zomer 2025  |
| David Garden                     | Nederland     | FC Eindhoven       | Zomer 2025  |

Vertrokken spelers/staf
| Naam                                 | Nationaliteit | Volgende club     | Periode     |
| ------------------------------------ | ------------- | ----------------- | ----------- |
| Luuk Admiraal                        | Nederland     | ASWH              | Winter 2024 |
| Marcus Scholten                      | Nederland     | FC Rijnvogels     | Winter 2024 |
| Delano Cohen (Assistent-trainer)     | Nederland     | VFC               | Zomer 2025  |
| Thomas Duivenvoorden (trainer)       | Nederland     | Graafschap        | Zomer 2025  |
| Ravelino Junte                       | Nederland     | SV Spakenburg     | Zomer 2025  |
| Ivailo Staal                         | Nederland     | Gestopt           | Zomer 2025  |
| Paul van der Helm                    | Nederland     | FC 's-Gravenzande | Zomer 2025  |
| Jan-Willem Kamp                      | Nederland     | Onbekend          | Zomer 2025  |
| Nigel Ogidi Nwankwo                  | Nederland     | Telstar           | Zomer 2025  |
| Chima Bosman                         | Nederland     | onbekend          | Zomer 2025  |
| Christian Balkenende (verzorger)     | Nederland     | andere functie    | Zomer 2025  |
| Reinier Haasnoot (Assistent-trainer) | Nederland     | Graafschap        | Zomer 2025  |
| Milan Zonneveld                      | Nederland     | Telstar           | Zomer 2025  |
| Jason Meerstadt                      | Nederland     | Graafschap        | Zomer 2025  |
| Patrick Brouwer                      | Nederland     | Telstar           | Zomer 2025  |
| Arnoud Royon (video-analist)         | Nederland     | Onbekend          | Zomer 2025  |
| Neville Ogidi Nwankwo                | Nederland     | FC Utrecht        | Zomer 2025  |

bijgewerkt op 17 augustus 2025

## Erelijst

### Officiële toernooien
| Nationaal* |     |                                                                  |
| Algemeen zaterdagkampioen                                                                                     | 11x | 1946, 1947, 1948, 1949, 1953, 1958, 1960, 1962, 1991, 1992, 2004 |
| Tweede Divisie                                                                                                | 1x  | 2025                                                             |
| Hoofdklasse                                                                                                   | 3x  | 2003, 2004, 2016                                                 |
| Eerste klasse                                                                                                 | 7x  | 1932, 1937, 1938, 1940, 1941, 1991, 1992                         |
| Tweede klasse                                                                                                 | 4x  | 1958, 1960, 1962, 1969                                           |
| Derde klasse                                                                                                  | 11x | 1926, 1929, 1930, 1947, 1948, 1949, 1950, 1951, 1953, 1955, 1956 |
| Vierde klasse                                                                                                 | 3x  | 1942, 1944, 1946                                                 |
| Beker |     |                                                                  |
| Zaterdagbeker                                                                                                 | 1x  | 1952                                                             |
| Districtsbeker West-II                                                                                        | 1x  | 1989                                                             |
| LVB beker | 1x  | 1924                                                             |
| Nacompetitie                                                                                                  |     |                                                                  |
| Derde Divisie/Tweede Divisie                                                                                  | 1x  | 2019                                                             |
| *tot en met 2004 werden alle kampioenschappen op het toenmalige hoogste niveau in het zaterdagvoetbal behaald |     |                                                                  |

### Club awards
| Club award             | Aantal | Jaren     |
| ---------------------- | ------ | --------- |
| Koning van de Amateurs | 1x     | 2024/2025 |
| MVO Award              | 1x     | 2012      |
| Koninklijke Erepenning | 1x     | 2020      |

## Dorpsderby Quick Boys – vv Katwijk

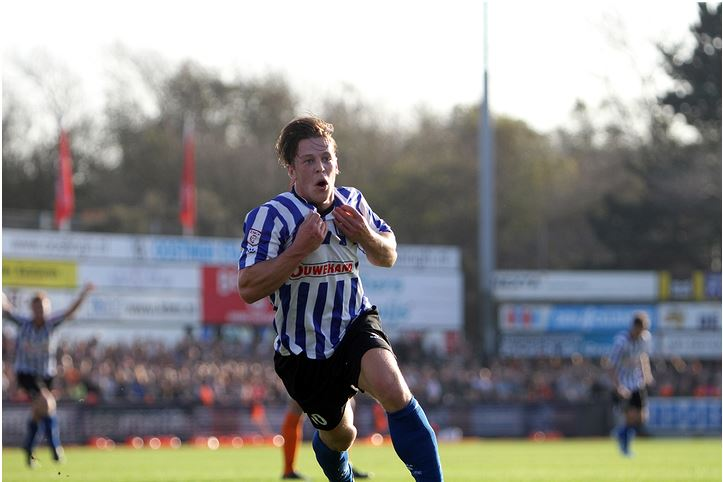
Philip den Hartog scoort tegen Katwijk.

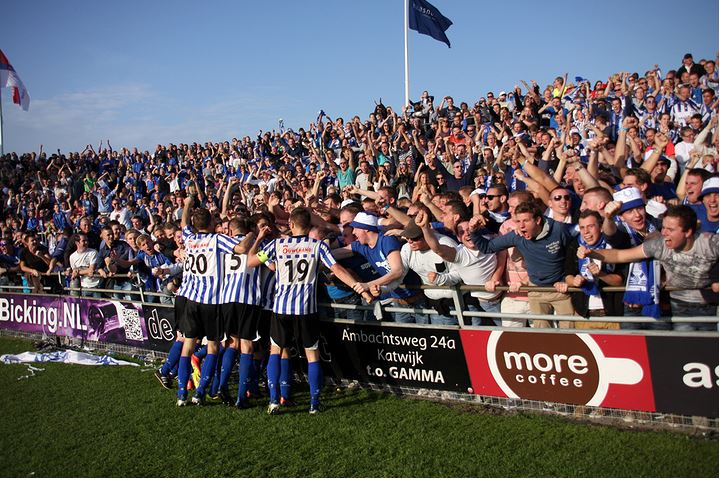
Vreugde na de goal van Den Hartog

Bekendste rivaal van Quick Boys is vv Katwijk, waarvan de hoofdvelden hemelsbreed slechts 2,5 kilometer van die van Quick Boys zijn verwijderd. De burenruzie staat bekend als een van de grootste van het Nederlandse amateurvoetbal, men spreekt in het dorp over de Moeder aller Derby's. De derby's tussen beide clubs verdelen minimaal tweemaal per jaar het dorp Katwijk tot op het bot: blauw-wit tegen oranje-zwart. De wedstrijd was aanleiding tot de documentaire "Katwijkse Twisten". Deze documentaire werd geregisseerd door Mart Dominicus en ging in 2001 op het Filmfestival in Utrecht in première.

## Kledingsponsor
Vanaf het seizoen 2025-2026 heeft Quick Boys een nieuwe kledingsponsor: Nike, in samenwerking met Voetbalshop.nl. Deze overstap betekent dat de club afscheid neemt van Kelme. Ze hadden vijftien jaar lang samengewerkt met Kelme.
| Jaar      | merk  |
| --------- | ----- |
| 2005-2025 | Kelme |
| 2025-     | Nike  |

## Bekende (oud-)spelers

### Nederlanders
- Gerard Aafjes
- Huug Aandewiel
- Gert Aandewiel
- Sabir Achefay
- Luuk Admiraal
- Kenny Anderson
- Ricardo Appelman
- Maarten Bak
- Hendrik van Beelen
- Jim Beers
- Anthony Bentem
- Anwar Bensabouh
- Jordi Blom
- Koen Blommestijn
- Ronald Boakye
- Hamza Boukhari
- Ruud Boymans
- Reinhard Breinburg
- Nick Broekhuizen
- Patrick Brouwer
- Delano Cohen
- Sylvano Comvalius
- Mike Derlagen
- Patrick Duarte
- Jaap van Duijn
- Niels van Duijn
- Sem van Duijn
- Dion Esajas
- Robin Faber
- Jürgen Faerber
- Nino Furfaro
- Bram Franken
- Erwin Friebel
- Geoffrey Galatà
- David Garden
- Patrick de Groot
- Marnix van der Gun
- Ricky van Haaren
- Jerrel Hak
- Saïd Hamulić
- Michael van der Heijden
- Paul van der Helm
- Milan Hoek
- Thijs van Hofwegen
- Jesper Hogedoorn
- Erik Homan
- Dustin Huisman
- Kevin Jansen
- Joël van Kaam
- Dennis Kaars
- Youssef El Kachati
- Marciano Kastoredjo
- Chris Kenselaar
- Jeffrey Ket
- Jeroen Ketting
- Reda Kharchouch
- Kevin van Kippersluis
- Lorenzo van Kleef
- Frenk van der Kleij
- Michael van der Kruis
- Peter Kruit
- Dirk Kuijt
- Raymon Kuipers
- Pim Langeveld
- Vlatko Lazić
- Djamel Leeflang
- Fernando Lewis
- René Lievaart
- Chelton Linger
- Darren Maatsen
- Cees Marbus
- Jason Meerstadt
- Danny van den Meiracker
- Brian Mussche
- Kevin Gomez Nieto
- Tom Noordhoff
- Nigel Ogidi Nwankwo
- Guus Offerhaus
- Sergio Ommel
- Sven Onclin
- Chima Onyeike
- Jason Oost
- Edwin Otte
- Tyrone Owusu
- Dyllandro Panka
- Sven van der Plas
- Jan Plug
- Marcel Pronk
- Robert-Jan Ravensbergen
- Jesse Reinders
- Leandro Resida
- Chevello de Rijp
- Michael Ros
- Darren Rosheuvel
- Nick Runderkamp
- Henk van Schaik
- Marcus Scholten
- Rivallino Sleur
- Guido Smits
- Bert Steltenpool
- Kwong-Wah Steinraht
- Enzo Stroo
- Raphael Supusepa
- Yordi Teijsse
- Kay Tejan
- Jeroen Tesselaar
- Remco Torken
- Remco Tuinenburg
- Dennis den Turk
- Cor Varkevisser
- Gerrit Vooys
- Ardon de Waard
- Maarten Woudenberg
- Milan Zonneveld
- Michel van Zundert
- Martijn de Zwart
- Harry Zwarthoed

### Vrouwen
- Jannette van Belen
- Isabelle Hoekstra

### Overig
- Raymond Baten
- Houssin Bezzai
- Aleksandar Bjelica
- Selmo Kurbegović
- Benjamin Martha
- Kelvin Maynard

## Gemiddeld aantal toeschouwers

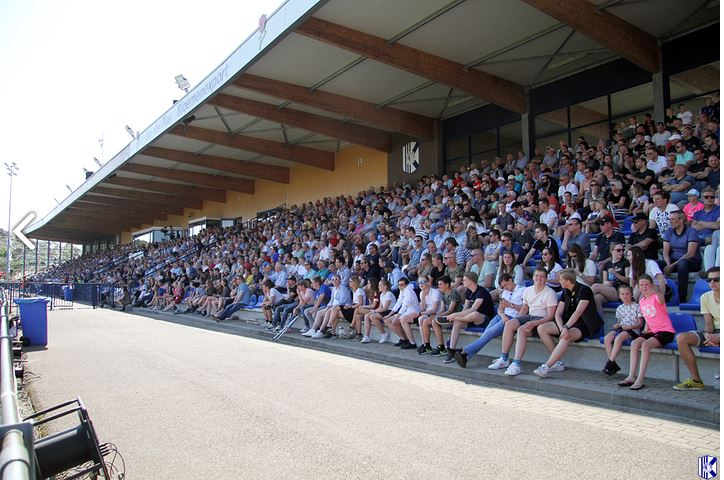
Een volle tribune op sportpark Nieuw Zuid

De blauw-witten behoren tot de grootste toeschouwersmagneten in het amateurvoetbal. Deze grafiek laat zien hoeveel supporters de thuiswedstrijden van Quick Boys gemiddeld bezochten vanaf het seizoen 2003/04. Quick Boys heeft zes seizoenen gemiddeld hoogste Toeschouwerssaantallen per wedstrijd in Tweede divisie. Vanaf seizoen 2019 tot met 2025.
De thuiswedstrijden worden gemiddeld door ruim 2000 toeschouwers bijgewoond. De grootste toeschouwersaantallen haalt Quick Boys in thuiswedstrijden tegen de aartsrivalen Katwijk en Rijnsburgse Boys, maar ook in overige derby's en klassiekers tegen Noordwijk, IJsselmeervogels en Spakenburg worden meer dan 3000 toeschouwers verwacht op sportpark Nieuw Zuid.
| Seizoen    | Gemiddeld Toeschouwers |
| ---------- | ---------------------- |
| 2003/2004  | 2600                   |
| 2004/2005  | 3100                   |
| 2005/2006  | 2500                   |
| 2006/2007  | 2300                   |
| 2007/2008  | 2400                   |
| 2008/2009  | 1900                   |
| 2009/2010  | 1800                   |
| 2010/2011  | 2000                   |
| 2011/2012  | 1600                   |
| 2012/2013  | 1300                   |
| 2013/2014  | 1700                   |
| 2014/2015  | 2300                   |
| 2015/2016  | 2300                   |
| 2016/2017  | 2200                   |
| 2017/2018  | 1900                   |
| 2018/2019  | 2100                   |
| 2019/2020* | 2100**                 |
| 2020/2021* | 1250**                 |
| 2021/2022  | 1993**                 |
| 2022/2023  | 1827**                 |
| 2023/2024  | 1631**                 |
| 2024/2025  | 2.456**                |
| 2025/2026  |                        |

- [*] Het seizoen 2019/20 werd voortijdig stopgezet vanwege de COVID-19-epidemie. De dorpsderby tegen VV Katwijk was nog niet gespeeld op sportpark Nieuw Zuid, waardoor het toeschouwersgemiddelde is gebaseerd op slechts 24 speelrondes.
- [*] Het seizoen 2020/21 werd voortijdig stopgezet vanwege de COVID-19-epidemie. De dorpsderby tegen VV Katwijk was nog niet gespeeld op sportpark Nieuw Zuid, waardoor het toeschouwersgemiddelde is gebaseerd op slechts 6 speelrondes.
- [**] Quick Boys heeft zes seizoenen achter elkaar gemiddeld hoogste Toeschouwersaantallen per wedstrijd in Tweede divisie. Vanaf seizoen 2019 tot 2025.

## Spelers van het jaar
Benoemd tot speler van het jaar:
| Naam                | Seizoen   |
| ------------------- | --------- |
| Teun van der Plas   | 1982-1983 |
| Theo Guijt          | 1983-1984 |
| Floor van Duijn jr. | 1984-1985 |
| Freek Rienks        | 1985-1986 |
| Floor van Duijn jr. | 1986-1987 |
| Theo Guijt          | 1987-1988 |
| Floor van Duijn jr. | 1988-1989 |
| Richard Hoogervorst | 1989-1990 |
| Gert Aandewiel      | 1990-1991 |
| Gert Aandewiel      | 1991-1992 |
| Floor van Duijn jr. | 1992-1993 |
| Marco Ruwaard       | 1993-1994 |
| Tom van der Niet    | 1994-1995 |
| Jaap van Duijn      | 1995-1996 |
| Hans van der Plas   | 1996-1997 |
| Raymond Flaton      | 1997-1998 |
| Raymond Flaton      | 1998-1999 |
| Raymond Flaton      | 1999-2000 |
| Raymond Flaton      | 2000-2001 |
| Brian Mussche       | 2001-2002 |
| Hendrik van Beelen  | 2002-2003 |
| Hendrik van Beelen  | 2003-2004 |
| Hendrik van Beelen  | 2004-2005 |

| Naam               | Periode   |
| ------------------ | --------- |
| Peter Kromhout     | 2005-2006 |
| Maarten Bak        | 2006-2007 |
| Niels van Duijn    | 2007-2008 |
| Hendrik van Beelen | 2008-2009 |
| Martijn de Zwart   | 2009-2010 |
| Martijn de Zwart   | 2010-2011 |
| Peter Messemaker   | 2011-2012 |
| Jeroen Ketting     | 2012-2013 |
| Mike Derlagen      | 2013-2014 |
| Jaap van der Plas  | 2014-2015 |
| Yordi Teijsse      | 2015-2016 |
| Joey Ravensbergen  | 2016-2017 |
| Mohamad Mahmoed    | 2017-2018 |
| Paul van der Helm  | 2018-2019 |
| Geen verkiezing    | 2019-2020 |
| Geen verkiezing    | 2020-2021 |
| Jeffrey Ket        | 2021-2022 |
| Youssef El Kachati | 2022-2023 |
| Sem van Duijn      | 2023-2024 |
| Patrick Brouwer    | 2024-2025 |
|                    | 2025-2026 |

## Lijst van voorzitters
Lijst van voorzitters.
| Aantal | Naam                | jaar      |
| ------ | ------------------- | --------- |
| 1      | J. Bloot            | 1920-1921 |
| 2      | Jac. Pluimgraaff    | 1921      |
| 3      | D.Kleen             | 1921-1922 |
| 4      | J. Geertvliet       | 1922-1923 |
| 5      | J. van den Berg     | 1923-1924 |
| 6      | J. van der Laan     | 1924-1929 |
| 7      | C. Lambour          | 1929-1930 |
| 8      | C. van den Oever    | 1930-1931 |
| 9      | D. Ouwehand         | 1931-1932 |
| 10     | A.C Remmelzwaal     | 1932-1933 |
| 11     | M. de Jong          | 1933-1934 |
| 12     | P.M van den Berg    | 1934-1940 |
| 13     | Jan Pluimgraaff     | 1940-1966 |
| 14     | Maart Verdoes       | 1966-1969 |
| 15     | Wim Schaap          | 1969-1982 |
| 16     | Arie Guijt          | 1982-1998 |
| 17     | Cees Best           | 1998-2001 |
| 18     | Jaap Kuijt          | 2001-2009 |
| 19     | Huug van Duijn      | 2009-2012 |
| 20     | Henk-Jan van Maanen | 2012-2018 |
| 21     | Bart van Kruistum   | 2018-     |

### Supportersvereniging voorzitters
Lijst van Supportersvereniging voorzitters.
| Aantal | Naam               | jaar      |
| ------ | ------------------ | --------- |
| 1      | Cees Pluimgraaff   | 1978-1982 |
| 2      | Cock van der Krogt | 1982-1993 |
| 3      | Ronalda Verdoes    | 1993-2000 |
| 4      | Marcel Arkesteijn  | 2000-2007 |
| 5      | Simon de Jong      | 2007-2012 |
| 6      | Marco van Duijn    | 2012-     |

## Lijst van trainers
| Aantal                                              | Naam                                | Begin periode | Einde periode | Prijzen                                                                              |
| --------------------------------------------------- | ----------------------------------- | ------------- | ------------- | ------------------------------------------------------------------------------------ |
| 1e                                                  | ?                                   | 1920          | 1933          |                                                                                      |
| 2e                                                  | Tim Coleman                         | 1933          | ?             |                                                                                      |
| 3e                                                  | H.B. van Ommeren                    | 1947          | 1948          | Derde klasse, Algemeen zaterdagkampioen                                              |
| 4e                                                  | Piet Kantebeen                      | 1948          | 1949          | Derde klasse, Algemeen zaterdagkampioen                                              |
| 5e                                                  | R. Moll                             | 1950          | 1951          | Derde klasse                                                                         |
| 6e                                                  | Bas Wallaart                        | 1952          | 1962          | Derde klasse (3x), Tweede klasse (3x), Algemeen zaterdagkampioen (4x), Zaterdagbeker |
| 7e                                                  | Daaf Westhoven                      | 1962          | 1963          |                                                                                      |
| 8e                                                  | Lies van Geest                      | 1963          | 1965          |                                                                                      |
| 9e                                                  | Bas Wallaart                        | 1965          | 1968          |                                                                                      |
| 10e                                                 | Daaf Westhoven                      | 1968          | 1970          | Tweede klasse                                                                        |
| 11e                                                 | Leo Halkes                          | 1970          | 1973          |                                                                                      |
| 12e                                                 | Piet van der Kuil                   | 1973          | 1974          |                                                                                      |
| 13e                                                 | Ger Perdijk                         | 1974          | 1977          |                                                                                      |
| 14e                                                 | Arie Lagendijk                      | 1977          | 1981          |                                                                                      |
| 15e                                                 | Berry Janse                         | 1981          | 1983          |                                                                                      |
| 16e                                                 | Joop Molendijk*                     | 1983          | 1983          |                                                                                      |
| 17e                                                 | Martin van Vianen                   | 1983          | 1985          |                                                                                      |
| 18e                                                 | Rob Theuns                          | 1985          | 1986          |                                                                                      |
| 19e                                                 | Hans van der Zee                    | 1986          | 1989          | Districtsbeker West-II                                                               |
| 20e                                                 | Melbi Raboen                        | 1989          | 1991          | Eerste klasse, Algemeen zaterdagkampioen                                             |
| 21e                                                 | Arjen van der Werf*                 | 1991          | 1991          |                                                                                      |
| 22e                                                 | Wim van Zwam                        | 1991          | 1992          | Eerste klasse, Algemeen zaterdagkampioen                                             |
| 23e                                                 | Hans van der Zee                    | 1992          | 1994          |                                                                                      |
| 24e                                                 | Henk Wisman                         | 1994          | 1997          |                                                                                      |
| 25e                                                 | Cees Tempelaar                      | 1997          | 2000          |                                                                                      |
| 26e                                                 | Arie van Duijn*                     | 2000          | 2000          |                                                                                      |
| 27e                                                 | Ruud de Groot                       | 2000          | 2001          |                                                                                      |
| 28e                                                 | Arie van Duijn*                     | 2001          | 2001          |                                                                                      |
| 29e/30e                                             | Gert Aandewiel & Arjen van der Werf | 2001          | 2005          | Hoofdklasse (2x), Algemeen zaterdagkampioen                                          |
| 31e                                                 | John Blok                           | 2005          | 2008          |                                                                                      |
| 32e                                                 | Jasper de Muijnck                   | 2008          | 2010          |                                                                                      |
| 33e                                                 | Wilfred van Leeuwen                 | 2010          | 2011          |                                                                                      |
| 34e                                                 | Jos van Eck                         | 2011          | 2013          |                                                                                      |
| 35e                                                 | Gerard de Geus*                     | 2013          | 2013          |                                                                                      |
| 36e                                                 | Ted Verdonkschot                    | 2013          | 2015          |                                                                                      |
| 37e                                                 | Jan Zoutman                         | 2015          | 2017          | Hoofdklasse                                                                          |
| 38e                                                 | Laurens Mouter*                     | 2017          | 2017          |                                                                                      |
| 39e                                                 | Gert Aandewiel*                     | 2018          | 2018          |                                                                                      |
| 40e                                                 | Erik Assink                         | 2018          | 2019          | Play-offs 2019 (Derde Divisie-Tweede Divisie)                                        |
| 41e                                                 | Derek van der Plas*                 | 2019          | 2019          |                                                                                      |
| 42e                                                 | Edwin Grünholz                      | 2019          | 2023          |                                                                                      |
| 43e                                                 | Thomas Duivenvoorden                | 2023          | 2025          | Tweede Divisie                                                                       |
| 44e                                                 | Adrie Poldervaart                   | 2025          |               |                                                                                      |
| Trainers met een asterisk (*) zijn interim-trainer. |                                     |               |               |                                                                                      |

### Overig
| Naam             | Functie              | Periode   |
| ---------------- | -------------------- | --------- |
| Brian Mussche    | Technisch Manager    | 2013-2014 |
| Sjaak Polak      | Quick Boys 2 trainer | 2014-2016 |
| Gert Aandewiel   | Technische directeur | 2014-2018 |
| Patrick de Groot | Keeper trainer       | 2015-2017 |
| Jan Nederburgh   | Keeper trainer       | 2017-2018 |
| Dirk Kuijt       | Assistent trainer    | 2017-2018 |
| Gert Aandewiel   | Hoofd opleiding      | 2017-2018 |
| Mourad Mghizrat  | Assistent trainer    | 2019-2023 |
| Martijn de Zwart | Keeper trainer       | 2020-2022 |
| Delano a Cohen   | Assistent trainer    | 2023-2025 |
| Stephan Vos      | Assistent trainer    | 2025-     |

## Competitieresultaten 1942–2026
| 1 4A |

| 2 4B |

| 1 4B |

|  |

| 1 4D |

| 1 3A |

| 1 3A |

| 1 3A |

| 1 3A |

| 1 3A |

| 2 3A |

| 1 3A |

| 2 3A |

| 1 3A |

| 1 3A |

| 5 2A |

| 1 2A |

| 2 2A |

| 1 2A |

| 3 2B |

| 1 2B |

| 5 2A |

| 2 2B |

| 2 2B |

| 3 2B |

| 3 2A |

| 2 2A |

| 1 2B |

| 4 2A |

| 4 1A |

| 5 1B |

| 9 1A |

| 2 1B |

| 3 1A |

| 5 1B |

| 4 1A |

| 2 1A |

| 5 1A |

| 2 1B |

| 2 1A |

| 9 1B |

| 2 1A |

| 7 1B |

| 6 1A |

| 2 1B |

| 2 1A |

| 3 1A |

| 6 1A |

| 2 1B |

| 1 1A |

| 1 1A |

| 2 1A |

| 3 1A |

| 3 1A |

| 4 1A |

| 9 A |

| 5 A |

| 8 A |

| 11 A |

| 11 A |

| 9 A |

| 1 A |

| 1 A |

| 3 B |

| 7 A |

| 2 B |

| 3 A |

| 6 A |

| 12 A |

| 1 A |

| 3 A |

| 8 A |

| 3 A |

| 2 B |

| 1 B |

| 11 |

| 6 |

| 2 |

| X |

| X |

| 12 |

| 6 |

| 3 |

| 1 |

| Tweede Divisie | Derde Divisie | Hoofdklasse | Eerste klasse | Tweede klasse | Derde klasse | Vierde klasse |

In elke staaf van de grafiek staat van boven naar beneden vermeld: 
- Eindnotering

Dit is de positie die de club heeft bereikt in de competitie, zonder eventuele beslissings-, play-off- of nacompetitiewedstrijden die nodig zijn geweest om bijvoorbeeld de kampioen van de competitie te bepalen.
Indien een * achter het getal staat is de notering een tussenstand en kan het zijn dat de notering niet overeenkomt met de uiteindelijke eindstand van de competitie.
Staat er een - dan is het seizoen nog bezig en is er geen definitieve uitslag bekend.
Staat er xx op de positie van de notering, dan heeft de club vroegtijdig de competitie verlaten. Dit kan onder andere komen door terugtrekking van het team, faillissement van de club of door een uitgedeelde straf van de KNVB. In veel gevallen staat elders in het artikel de reden vermeld.
Staat er een ? dan is het resultaat uit het verleden onbekend, en is alleen de competitie of het niveau bekend van dat seizoen.
In de seizoenen 2019/20 en 2020/21 werd wegens de coronacrisis het amateurvoetbal afgebroken. Daardoor kennen deze staven geen eindklassering (middels -- weergegeven).
- Competitieniveau en afdelingsletter of Officiële eindstand Eredivisie
  - Competitieniveau en afdelingsletter

Hierbij geeft het getal het niveau weer, dat ook terug te vinden is in de legenda. De letter is de afdelingsaanduiding en wordt gebruikt wanneer er meer afdelingen zijn op hetzelfde niveau. De afdelingsletter is altijd een hoofdletter en wordt meestal zonder nummer gebruikt.
Voorbeeld: 2F is niveau 2e klasse competitie F.
Het competitieniveau en nummer wordt niet vermeld wanneer er slechts één competitie van dit niveau was.
  - Officiële eindstand Eredivisie (getal staat tussen haakjes vermeld)

Sinds de introductie van play-offwedstrijden voor Europees voetbal na afloop van de reguliere competitie in 2005/06, is de KNVB verplicht een eindstand van de Eredivisie door te geven aan de UEFA aan de hand van deze play-offwedstrijden.
Bij deze eindstand staan clubs die zich hebben gekwalificeerd voor Europees voetbal hoger dan clubs die zich niet wisten te kwalificeren. Indien er geen verschil was tussen de eindnotering en de officiële eindstand, staat dit getal niet vermeld.

- Onderafdeling

Hier staat afgekort de naam van de onderafdeling indien de club in dat jaar in een onderafdeling uitkwam. Tevens staat deze afkorting in de legenda en wordt gelinkt naar het artikel over deze onderafdeling. Deze afkorting wordt alleen vermeld wanneer de club in het verleden in verschillende onderafdelingen heeft gespeeld. Deze vermelding is in de staaf altijd in kleine letters. Deze onderafdelingen zijn na het seizoen 1995/96 afgeschaft. Heeft de club in slechts één onderafdeling gespeeld, dan is dit alleen terug te vinden in de legenda.
Onder de staaf staat het jaartal vermeld waarin het seizoen is afgesloten. 15 verwijst naar het seizoen 2014/15 of eventueel het seizoen 1914/15.
Wanneer een staaf leeg is, zijn deze gegevens niet bekend. Het kan ook zijn dat de club dat seizoen niet heeft meegespeeld op het hogere amateurniveau, vroegtijdig de competitie heeft verlaten of uit de competitie is gezet.

In het seizoen 1944/45 was er wegens de Tweede Wereldoorlog geen regulier competitievoetbal.
N.B. Vanaf 1941/42 was de Vierde Klasse de hoogste klasse in het zaterdagvoetbal, vanaf 1946/47 de Derde Klasse, vanaf 1956/57 de Tweede Klasse, vanaf 1970/71 de Eerste Klasse, vanaf 1996/97 de Hoofdklasse en vanaf 2010/11 de Topklasse (nu Derde Divisie) en vanaf 2017 de Tweede Divisie.
1962: De beslissingswedstrijd op zaterdag 28 april om het kampioenschap in de Tweede klasse B werd bij Rijnsburgse Boys met 1-0 gewonnen van VV Noordwijk.
2010/11: De beslissingswedstrijd op 21 mei om het kampioenschap in de Hoofdklasse zaterdag A werd bij en van VV Noordwijk met 0-1 (na verlenging) verloren.
2019/20: Dit seizoen werd na 24 speelrondes stopgezet vanwege de coronapandemie. Er werd voor dit seizoen geen eindstand vastgesteld.
2020/21: Dit seizoen werd na 6 speelrondes stopgezet vanwege de coronapandemie. Er werd voor dit seizoen geen eindstand vastgesteld.

## Eindstand K.v.v. Quick Boys per seizoen
| Seizoen   | Competitie                | Pos. | Wed. | Winst | Gel | Verl | Pnt   | DV | DT | DS |
| --------- | ------------------------- | ---- | ---- | ----- | --- | ---- | ----- | -- | -- | -- |
| 2025/2026 | Tweede Divisie            |      |      |       |     |      |       |    |    |    |
| 2024/2025 | Tweede Divisie            | 1    | 34   | 25    | 4   | 5    | 79    | 81 | 33 | 48 |
| 2023/2024 | Tweede Divisie            | 3    | 34   | 18    | 8   | 8    | 62    | 69 | 47 | 22 |
| 2022/2023 | Tweede Divisie            | 6    | 34   | 17    | 5   | 12   | 56    | 72 | 48 | 24 |
| 2021/2022 | Tweede Divisie            | 12   | 34   | 12    | 8   | 14   | 44    | 43 | 53 | 10 |
| 2020/2021 | Tweede Divisie            | 4    | 6    | 4     | 0   | 2    | 12    | 7  | 8  | 1  |
| 2019/2020 | Tweede Divisie            | 14   | 24   | 7     | 6   | 11   | 27    | 25 | 32 | 7  |
| 2018/2019 | Derde Divisie Zaterdag    | 2    | 34   | 22    | 6   | 6    | 72    | 84 | 40 | 44 |
| 2017/2018 | Derde Divisie Zaterdag    | 6    | 34   | 18    | 4   | 12   | 58    | 63 | 18 | 45 |
| 2016/2017 | Derde Divisie Zaterdag    | 11   | 34   | 11    | 10  | 13   | 43    | 47 | 54 | 7  |
| 2015/2016 | Hoofdklasse B Zaterdag    | 1    | 26   | 20    | 4   | 2    | 64    | 58 | 16 | 42 |
| 2014/2015 | Hoofdklasse B Zaterdag    | 2    | 26   | 14    | 6   | 6    | 48    | 49 | 28 | 21 |
| 2013/2014 | Hoofdklasse A Zaterdag    | 3    | 26   | 15    | 5   | 6    | 50    | 51 | 37 | 14 |
| 2012/2013 | Hoofdklasse A Zaterdag    | 8    | 26   | 9     | 10  | 7    | 37    | 54 | 40 | 14 |
| 2011/2012 | Hoofdklasse A Zaterdag    | 3    | 24   | 13    | 2   | 9    | 41    | 41 | 34 | 7  |
| 2010/2011 | Hoofdklasse A Zaterdag    | 1    | 26   | 17    | 7   | 2    | 58    | 64 | 25 | 39 |
| 2009/2010 | Hoofdklasse A Zaterdag    | 12   | 26   | 9     | 3   | 14   | 29 −1 | 39 | 48 | 9  |
| 2008/2009 | Hoofdklasse A Zaterdag    | 6    | 26   | 13    | 2   | 11   | 41    | 56 | 47 | 9  |
| 2007/2008 | Hoofdklasse A Zaterdag    | 3    | 26   | 13    | 7   | 6    | 46    | 53 | 38 | 15 |
| 2006/2007 | Hoofdklasse B Zaterdag    | 2    | 26   | 15    | 6   | 5    | 51    | 60 | 33 | 27 |
| 2005/2006 | Hoofdklasse A Zaterdag    | 7    | 26   | 10    | 7   | 9    | 37    | 40 | 35 | 5  |
| 2004/2005 | Hoofdklasse B Zaterdag    | 3    | 26   | 14    | 5   | 7    | 47    | 60 | 45 | 15 |
| 2003/2004 | Hoofdklasse A Zaterdag    | 1    | 26   | 16    | 7   | 3    | 55    | 58 | 32 | 26 |
| 2002/2003 | Hoofdklasse A Zaterdag    | 1    | 26   | 17    | 8   | 1    | 59    | 65 | 32 | 33 |
| 2001/2002 | Hoofdklasse A Zaterdag    | 9    | 26   | 10    | 4   | 12   | 34    | 38 | 34 | 4  |
| 2000/2001 | Hoofdklasse A Zaterdag    | 11   | 26   | 7     | 6   | 13   | 27    | 37 | 42 | 5  |
| 1999/2000 | Hoofdklasse A Zaterdag    | 10   | 26   | 8     | 9   | 9    | 33    | 36 | 38 | 2  |
| 1998/1999 | Hoofdklasse A Zaterdag    | 8    | 26   | 10    | 6   | 10   | 36    | 43 | 33 | 10 |
| 1997/1998 | Hoofdklasse A Zaterdag    | 5    | 26   | 14    | 2   | 10   | 44    | 46 | 41 | 5  |
| 1996/1997 | Hoofdklasse A Zaterdag    | 9    | 26   | 9     | 4   | 13   | 31    | 35 | 31 | 4  |
| 1995/1996 | Eerste Klasse Zaterdag 1A | 4    | 26   | 13    | 5   | 8    | 44    | 60 | 37 | 23 |
| 1994/1995 | Eerste Klasse Zaterdag 1A | 3    | 26   | 14    | 8   | 4    | 36    | 66 | 36 | 30 |
| 1993/1994 | Eerste Klasse Zaterdag 1A | 3    | 26   | 14    | 5   | 7    | 33    | 55 | 43 | 12 |
| 1992/1993 | Eerste Klasse Zaterdag 1A | 2    | 26   | 17    | 7   | 2    | 41    | 78 | 26 | 42 |
| 1991/1992 | Eerste Klasse Zaterdag 1A | 1    | 26   | 15    | 8   | 3    | 38    | 64 | 36 | 28 |
| 1990/1991 | Eerste Klasse Zaterdag 1A | 1    | 26   | 20    | 4   | 2    | 44    | 68 | 22 | 44 |
| 1989/1990 | Eerste Klasse Zaterdag 1B | 2    | 26   | 16    | 5   | 5    | 37    | 60 | 24 | 36 |
| 1988/1989 | Eerste Klasse Zaterdag 1A | 6    | 26   | 11    | 6   | 9    | 28    | 43 | 31 | 12 |
| 1987/1988 | Eerste Klasse Zaterdag 1A | 3    | 26   | 13    | 10  | 3    | 36    | 59 | 38 | 21 |
| 1986/1987 | Eerste Klasse Zaterdag 1A | 2    | 26   | 19    | 3   | 4    | 41    | 64 | 26 | 38 |
| 1985/1986 | Eerste Klasse Zaterdag 1B | 2    | 26   | 14    | 8   | 4    | 36    | 60 | 35 | 25 |
| 1984/1985 | Eerste Klasse Zaterdag 1A | 6    | 26   | 12    | 5   | 9    | 29    | 46 | 36 | 10 |
| 1983/1984 | Eerste Klasse Zaterdag 1B | 7    | 24   | 10    | 5   | 9    | 25    | 39 | 35 | 4  |
| 1982/1983 | Eerste Klasse Zaterdag 1A | 2    | 26   | 13    | 8   | 5    | 34    | 51 | 32 | 19 |
| 1981/1982 | Eerste Klasse Zaterdag 1B | 9    | 26   | 7     | 9   | 10   | 23    | 38 | 48 | 10 |
| 1980/1981 | Eerste Klasse Zaterdag 1A | 2    | 26   | 12    | 10  | 4    | 34    | 45 | 32 | 13 |
| 1979/1980 | Eerste Klasse Zaterdag 1B | 2    | 26   | 10    | 12  | 4    | 32    | 44 | 29 | 15 |
| 1978/1979 | Eerste Klasse Zaterdag 1A | 5    | 26   | 12    | 7   | 7    | 31    | 35 | 22 | 13 |
| 1977/1978 | Eerste Klasse Zaterdag 1A | 2    | 26   | 10    | 13  | 3    | 33    | 30 | 14 | 16 |
| 1976/1977 | Eerste Klasse Zaterdag 1A | 4    | 26   | 11    | 8   | 7    | 30    | 39 | 26 | 13 |
| 1975/1976 | Eerste Klasse Zaterdag 1B | 5    | 26   | 10    | 7   | 9    | 27    | 30 | 27 | 3  |
| 1974/1975 | Eerste Klasse Zaterdag 1A | 3    | 26   | 10    | 9   | 7    | 29    | 33 | 19 | 14 |
| 1973/1974 | Eerste Klasse Zaterdag 1B | 2    | 22   | 10    | 9   | 3    | 29    | 32 | 12 | 20 |
| 1972/1973 | Eerste Klasse Zaterdag 1A | 9    | 22   | 8     | 3   | 11   | 19    | 29 | 32 | 3  |
| 1971/1972 | Eerste Klasse Zaterdag 1B | 5    | 20   | 10    | 3   | 7    | 23    | 37 | 28 | 9  |
| 1970/1971 | Eerste Klasse Zaterdag 1A | 4    | 18   | 7     | 5   | 5    | 19    | 26 | 19 | 7  |
| 1969/1970 | Tweede Klasse Zaterdag 2A | 4    | 22   | 11    | 3   | 8    | 25    | 40 | 25 | 15 |
| 1968/1969 | Tweede Klasse Zaterdag 2B | 1    | 20   | 14    | 3   | 3    | 31    | 40 | 19 | 21 |
| 1967/1968 | Tweede Klasse Zaterdag 2A | 2    | 24   | 15    | 4   | 5    | 34    | 62 | 31 | 31 |
| 1966/1967 | Tweede Klasse Zaterdag 2A | 3    | 20   | 9     | 4   | 7    | 22    | 33 | 28 | 5  |
| 1965/1966 | Tweede Klasse Zaterdag 2B | 3    | 20   | 9     | 5   | 6    | 23    | 44 | 28 | 16 |
| 1964/1965 | Tweede Klasse Zaterdag 2A | 2    | 26   | 14    | 7   | 5    | 35    | 65 | 41 | 24 |
| 1963/1964 | Tweede Klasse Zaterdag 2B | 2    | 24   | 14    | 7   | 3    | 35    | 63 | 39 | 24 |
| 1962/1963 | Tweede Klasse Zaterdag 2A | 5    | 22   | 11    | 3   | 8    | 25    | 52 | 42 | 10 |
| 1961/1962 | Tweede Klasse Zaterdag 2B | 1    | 18   | 10    | 6   | 2    | 26    | 41 | 22 | 19 |
| 1960/1961 | Tweede Klasse Zaterdag 2B | 3    | 18   | 8     | 6   | 4    | 22    | 40 | 29 | 11 |
| 1959/1960 | Tweede Klasse Zaterdag 2A | 1    | 18   | 11    | 3   | 4    | 25    | 45 | 18 | 27 |
| 1958/1959 | Tweede Klasse Zaterdag 2A | 2    | 18   | 11    | 4   | 3    | 26    | 49 | 29 | 20 |
| 1957/1958 | Tweede Klasse Zaterdag 2A | 1    | 18   | 13    | 2   | 3    | 28    | 60 | 25 | 35 |
| 1956/1957 | Tweede Klasse Zaterdag 2A | 5    | 18   | 6     | 6   | 6    | 18    | 38 | 35 | 3  |
| 1955/1956 | Derde Klasse Zaterdag 3A  | 1    | 20   | 15    | 1   | 4    | 31    | 72 | 26 | 36 |
| 1954/1955 | Derde Klasse Zaterdag 3A  | 1    | 20   | 12    | 5   | 3    | 29    | 56 | 25 | 31 |
| 1953/1954 | Derde Klasse Zaterdag 3A  | 2    | 18   | 13    | 2   | 3    | 28    | 54 | 21 | 33 |
| 1952/1953 | Derde Klasse Zaterdag 3A  | 1    | 18   | 14    | 2   | 2    | 30    | 64 | 19 | 45 |
| 1951/1952 | Derde Klasse Zaterdag 3A  | 2    | 18   | 10    | 3   | 5    | 23    | 52 | 27 | 25 |
| 1950/1951 | Derde Klasse Zaterdag 3A  | 1    | 18   | 16    | 1   | 1    | 33    | 88 | 27 | 61 |
| 1949/1950 | Derde Klasse Zaterdag 3A  | 1    | 16   | 13    | 1   | 2    | 27    | 41 | 13 | 28 |
| 1948/1949 | Derde Klasse Zaterdag 3A  | 1    | 18   | 13    | 2   | 3    | 28    | 44 | 19 | 25 |
| 1947/1948 | Derde Klasse Zaterdag 3A  | 1    | 18   | 15    | 1   | 2    | 31    | 69 | 19 | 50 |
| 1946/1947 | Derde Klasse Zaterdag 3A  | 1    | 14   | 12    | 2   | 0    | 26    | 67 | 16 | 51 |
| 1945/1946 | Vierde Klasse Zaterdag 4D | 1    | 9    | 7     | 2   | 0    | 16    | 45 | 13 | 32 |
| 1943/1944 | Vierde Klasse Zaterdag 4B | 1    | 16   | 14    | 1   | 1    | 29    | 73 | 24 | 49 |
| 1942/1943 | Vierde Klasse Zaterdag 4B | 2    | 14   | 10    | 2   | 2    | 22    | 58 | 20 | 38 |
| 1941/1942 | Vierde Klasse Zaterdag 4A | 1    | 14   | 12    | 2   | 0    | 26    | 85 | 27 | 58 |

## Quick Boys in de KNVB Beker
Dit schema laat de resultaten zien van Quick Boys tegen profclubs in de KNVB Beker.
| Seizoen | Ronde       | Wedstrijd                    | Uitslag           |
| ------- | ----------- | ---------------------------- | ----------------- |
| 1983/84 | 2e ronde    | NEC Nijmegen – Quick Boys    | 0-0 (U) / 2-4 (T) |
| 1986/87 | 1e ronde    | Quick Boys – SVV Schiedam    | 0-3               |
| 1987/88 | 1e ronde    | Quick Boys – AFC Ajax        | 0-7               |
| 1988/89 | 1e ronde    | Quick Boys – Fortuna Sittard | 1-2               |
| 1990/91 | 1e ronde    | Quick Boys – Helmond Sport   | 5-2               |
| 1990/91 | tussenronde | Quick Boys – NEC Nijmegen    | 1-2               |
| 1991/92 | 1e ronde    | RBC Roosendaal – Quick Boys  | 5-1               |
| 1992/93 | 2e ronde    | Quick Boys – De Graafschap   | 1-2               |
| 1994/95 | Groep 10    | FC Den Bosch – Quick Boys    | 5-1               |
| 1994/95 | Groep 10    | Quick Boys – RKC Waalwijk    | 1-3               |
| 1996/97 | Groep 14    | Quick Boys – HFC Haarlem     | 1-2               |
| 1996/97 | Groep 14    | FC Volendam – Quick Boys     | 3-1               |
| 2003/04 | 1e ronde    | Quick Boys – Heracles Almelo | 1-5               |
| 2004/05 | 2e ronde    | FC Dordrecht – Quick Boys    | 6-1               |
| 2005/06 | 1e ronde    | Quick Boys – FC Twente       | 0-2 n.v.          |
| 2007/08 | kwartfinale | Quick Boys – NAC Breda       | 0-3               |
| 2008/09 | 2e ronde    | Quick Boys – Willem II       | 0-1               |
| 2017/18 | 1e ronde    | Quick Boys – FC Volendam     | 1-3               |
| 2023/24 | 1e ronde    | Quick Boys – NAC Breda       | 1-0               |
| 2023/24 | 2e ronde    | Quick Boys – De Graafschap   | 2-0               |
| 2023/24 | 3e ronde    | AZ Alkmaar – Quick Boys      | 3-3 (4-2 n.s.)    |
| 2024/25 | 1e ronde    | Quick Boys – Almere City FC  | 3-0               |
| 2024/25 | 2e ronde    | Quick Boys – Fortuna Sittard | 3-1               |
| 2024/25 | 8e finale   | Quick Boys – SC Heerenveen   | 3-2 n.v.          |
| 2024/25 | Kwartfinale | AZ Alkmaar – Quick Boys      | 3-1               |

VV Katwijk · Quick Boys · Rijnsburgse Boys · FC Rijnvogels · Valken '68